# رشدية بيضاء البتلات
رشدية بيضاء البتلات (الاسم العلمي:Averrhoa leucopetala) هي نوع من النباتات تتبع جنس الرشدية من الفصيلة الحماضية.